# Język bauzi
Język bauzi (a. baudi, baudji, baudzi, bauri) – język papuaski używany w indonezyjskiej prowincji Papua, przez członków ludu Bauzi. Należy do rodziny języków wschodniej zatoki Geelvink.
Według danych z 1991 roku posługuje się nim 1500 osób. Według Ethnologue pozostaje w powszechnym użyciu. Bywa też przyswajany przez inne grupy etniczne (Aliki, Eritai), przyczynia się do tego wpływ małżeństw mieszanych i handlu.
Wyróżnia się trzy dialekty: aumenefa, gesda dae, neao. Status gesda dae jest niejasny, być może chodzi o odrębny język. W użyciu jest także język indonezyjski.
Jest językiem tonalnym. W porównaniu do pozostałych języków rodziny został stosunkowo dobrze opisany. Badania nad tym językiem prowadzili David i Joyce Briley.
Jest zapisywany alfabetem łacińskim.